# Anoxia villosa
Anoxia villosa (Fabricius, 1781) è un coleottero della famiglia Scarabaeidae diffuso in Europa.

## Descrizione

### Adulto
Anoxia, presenta una colorazione marroncina, leggermente più scura di quella di molti altri melolontinaei ed ha il pronoto e le elitre (che ricoprono il secondo paio di ali membranose utilizzate per volare) ricoperti da una lieve peluria. Vista dal basto si può notare la pronunciata pubescenza dell'addome, caratteristica dei membri del genere Anoxia. Come tutti i melolontini, Anoxia villosa non presenta un gran dimorfismo sessuale, l'unica differenza tra i maschi e le femmine sta nelle antenne, alla cui estremità i maschi possiedono del ciuffi. Gli adulti sono di abitudini notturne e vengono spesso e volentieri attratti dalle luci artificiali.
Volo
Il volo di quest'insetti costituisce il loro principale mezzo di spostamento. Infatti seguono l'odore dei feromoni emanato dagli altri esemplari in volo, volo che però non è molto agile. In caso di ostacolo improvviso, infatti questi coleotteri non hanno riflessi sufficienti per evitarlo, andandovi a sbattere e cadendo a terra.

### Larva
La larva di Anoxia è a forma di "C", e presenta un colore bianco-giallastro. La testa e le 3 paia di zampe chitinose, sono di color marrone/rossiccio mentre, lungo i fianchi di essa si possono notare dei forellini chitinosi, questi ultimi servono alla larva per respirare nel sottosuolo.

## Biologia
Dopo l'accoppiamento la femmina depone le uova circa 30 cm sottoterra, da cui usciranno le larve che si nutriranno di radici di piante erbacee o di materia organica in decomposizione. Durante lo sviluppo le larve compiranno principalmente 2 mute, che definiranno i 3 stadi larvali principali L1, L2, e L3. Dopo circa 2 anni la larva si trasforma in pupa, fase in cui svilupperà gli organi sessuali, le due paia di ali e le zampe. A giugno usciranno gli adulti che daranno così il via ad un nuovo ciclo. Gli adulti sono di abitudini notturne e possono essere attratti dalle luci artificiali; a differenza delle larve non si nutrono e consumano tutte le energie accumulate durante lo stadio larvale nella ricerca di un partner, ecco perché la loro vita dura poco meno di due mesi.

## Distribuzione e habitat
Le Anoxia si possono trovare facilmente nell'Europa meridionale, specialmente nella regione mediterranea.